# Embree-Gletscher
Der Embree-Gletscher ist ein rund 30 km langer Gletscher im westantarktischen Ellsworthland. Er fließt im nordzentralen Teil der Sentinel Range des Ellsworthgebirges in nordnordöstlicher Richtung von den Hängen des Mount Anderson und Mount Bentley, um dann in östlicher Richtung gegenüber dem Mount Tegge an der Ostseite der Sentinel Range zu enden.
Das Advisory Committee on Antarctic Names benannte ihn 1961 nach Major Henry Embree von der United States Air Force, der 1956 an der Errichtung der Südpolstation beteiligt war.